# 小西沟站
小西沟站（維吾爾語：شىاۋشىگۇ بېكىتى‎，拉丁维文：Shiawshigu békiti）是乌鲁木齐地铁1号线的地铁车站，位于中国新疆维吾尔自治区乌鲁木齐市新市区北京南路与苏州街交叉口北侧，于2018年10月25日开通。

## 车站结构

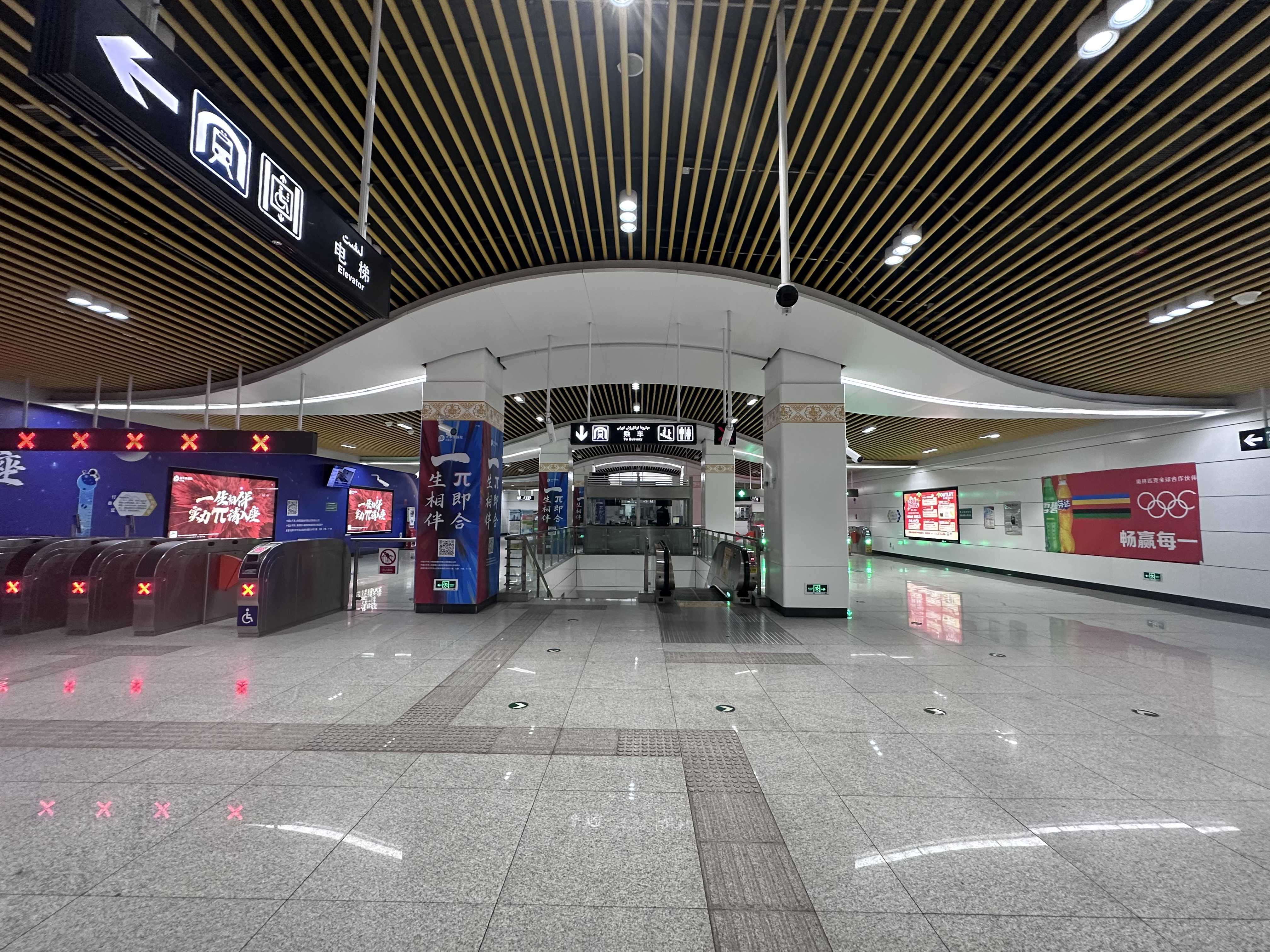
站厅

小西沟站沿北京南路南北向设置，为地下二层岛式站台车站，车站长226.4米，车站地下一层为站厅层，地下二层为站台层，站台设置全高站台门。
| 地面              | 出入口 | A、C、D1、D2出入口                                                                                          |
| 地下一层          | 站厅   | 客服中心、自动售票机、验票机                                                                                |
| 地下二层          | 站台   | \| \| \| █ 1号线往国际机场（铁路局） \| \| 島式 · 開左邊车门 \| \| \| \| \| \| █ 1号线往三屯碑（中营工） \| |
|                   |        | █ 1号线往国际机场（铁路局）                                                                                 |
| 島式 · 開左邊车门 |        | |
|                   |        | █ 1号线往三屯碑（中营工）                                                                                   |

## 车站出口
小西沟站目前开放4个出入口，各出口及周围设施如下所示：
| 编号                | 出入口信息                                                 | 照片 | 无障碍设施 |
| ------------------- | ---------------------------------------------------------- | ---- | ---------- |
| A · 出口            | 北京南路西侧，中铁一院集团新疆铁道勘察设计院               |      | 不適用     |
| C · 出口 · （设有） | 苏州东街北侧，乌鲁木齐市第九中学，新疆医科大学附属肿瘤医院 |      |            |
| D · 1 · 出口        | 北京南路东侧，美克大厦                                     |      | 不適用     |
| D · 2 · 出口        | 北京南路西侧，乌鲁木齐市第五十四中学                       |      | 不適用     |
| 图例： 设有         |                                                            |      |            |

## 接驳交通

### 公交车
- 小西沟：45路，52路，78路，153路，303路，307路，309路，535路，701路，3202路，3406路，D008路，D011路，软件园2A路，BRT1路

## 车站历史
- 2018年10月25日，车站随1号线北段通车开通[1]。
- 2020年
  - 2月2日，受新冠疫情影响，车站暂停运营[3]。3月11日，车站恢复运营[4]。
  - 7月16日，受新冠疫情影响，车站暂停运营[5]。9月20日，车站恢复运营[6]。